# Latario Collie-Minns
Latario Collie-Minns, född 10 mars 1994, är en friidrottare från Bahamas. Han deltog vid olympiska sommarspelen 2016.